# 艾森豪威尔主义
艾森豪主義（英語：Eisenhower Doctrine）是指美國總統德懷特·艾森豪於1957年1月5日提出的一份演說，主旨是若中東國家受到另一個國家武裝侵略，可以向美國要求經濟或軍事上的援助，只要這些國家面臨「國際共產主義控制的任何國家的武裝侵略」，演說中提到中東對自由世界的重要性，聯合國不可能是一個完全可靠的自由保衛者，因此要求美國國會授權總統為了保衛中東的主權獨立與領土完整，可以使用美國武裝部隊，並在1958年和1959年兩個財政年度內可自由支配約兩億美金於相關事務，最初僅有伊朗、伊拉克、土耳其和巴基斯坦少數幾個國家支持，後來含沙烏地阿拉伯亦在內的13個國家表態支持。